# ケビン・シーグリスト
ケビン・ライアン・シーグリスト（Kevin Ryan Siegrist, 1989年7月20日 - ）は、アメリカ合衆国・ニューヨーク州エリー郡バッファロー出身のプロ野球選手（投手）。左投左打。アメリカ独立リーグ・アトランティックリーグのチャールストン・ダーティーバーズ所属。

## 経歴

### プロ入りとカージナルス時代
2008年のMLBドラフト41巡目（全体1235位）でセントルイス・カージナルスから指名され、7月17日に契約。契約後、傘下のルーキー級ガルフ・コーストリーグ・カージナルスでプロデビュー。7試合（先発2試合）に登板して防御率1.38、11奪三振の成績を残した。
2009年はA-級バタビア・マックドッグスでプレーし、10試合（先発4試合）に登板して1勝0敗2セーブ、防御率3.86、23奪三振の成績を残した。
2010年はまずA-級バタビアでプレーし、7試合（先発4試合）に登板して0勝1敗、防御率7.29、14奪三振の成績を残した。7月からはアパラチアンリーグのルーキー級ジョンソンシティ・カージナルスでプレー。7試合（先発5試合）に登板して4勝3敗、防御率1.93、31奪三振の成績を残した。
2011年はまずA級クァッドシティ・リバーバンディッツでプレーし、9試合（先発8試合）に登板して8勝1敗、防御率1.15、34奪三振の成績を残した。6月にA+級パームビーチ・カージナルスへ昇格。11試合に先発登板して0勝3敗、防御率3.42、45奪三振の成績を残した。
2012年はA+級パームビーチとAA級スプリングフィールド・カージナルスでプレー。AA級スプリングフィールドでは8試合（先発5試合）に登板して1勝2敗、防御率3.62、27奪三振の成績を残した。オフの11月20日にカージナルスとメジャー契約を結び、40人枠入りを果たした。
2013年3月12日にAAA級メンフィス・レッドバーズへ異動し、開幕をAA級スプリングフィールドで迎えた。AA級スプリングフィールドでは13試合に登板して1勝1敗1セーブ、防御率2.25、35奪三振の成績を残した。5月にAAA級メンフィスへ昇格。5試合に登板して1勝0敗、防御率1.17、9奪三振の成績を残した。6月6日にメジャーへ初昇格し、同日のアリゾナ・ダイヤモンドバックス戦でメジャーデビュー。7回1死から登板し、1.2回を1安打無失点4奪三振に抑えた。この年メジャーでは45試合に登板して3勝1敗、防御率0.45、50奪三振の成績を残した。ポストシーズンでもロースター入りし、ディビジョンシリーズでは2試合に、ワールドシリーズでは1試合に登板した。ワールドシリーズでは2勝1敗で迎えた第4戦で登板。2点ビハインドの8回表から登板し、0.2回を1安打無失点に抑えた。
2014年は自身初の開幕ロースター入りを果たした。開幕後は23試合に登板していたが、5月24日に左肘の故障で15日間の故障者リスト入りした。
2015年は、ナ・リーグトップの81試合にリリーフ登板。クローザーとしてマウンドに登る機会もあり、7勝1敗6セーブ、防御率2.17、奪三振率10.8という成績を記録。メジャー全体のリリーフでもトップクラスの活躍となった。
2016年も引き続きブルペンの主力の1人としてフル回転し、67試合に登板。6勝3敗3セーブ、防御率2.77、WHIP1.10、奪三振率9.6と、2年連続で結果を残した。
2017年、カージナルスでは39試合に登板して1勝1敗1セーブ、防御率4.98、36奪三振の成績を残した。8月31日にDFAとなった。

### フィリーズ時代
2017年9月2日にウェイバー公示を経てフィラデルフィア・フィリーズへ移籍した。フィリーズでは7試合に登板して防御率3.60、7奪三振の成績を残した。また、この年の2球団合計では46試合に登板して1勝1敗1セーブ、防御率4.81、43奪三振の成績を残した。レギュラーシーズン終了後の10月4日に40人枠から外れる形で傘下のAAA級リーハイバレー・アイアンピッグスへ配属された。10月5日にFAとなった。

### パイレーツ傘下時代
2018年2月24日にピッツバーグ・パイレーツとマイナー契約を結び、スプリングトレーニングに招待選手として参加することになった。開幕はAAA級インディアナポリス・インディアンズで迎えることになったが、メジャー契約に至らなかった場合はマイナーでのプレーを受け入れるという契約条項があるにもかかわらず、これを拒否しフリーエージェントを主張したため、制限リスト入りすることになった。10月2日にリリースされた。

### 独立リーグ時代
2019年以降は無所属だった。
2022年5月23日にアトランティックリーグのチャールストン・ダーティーバーズと契約した。

## 詳細情報

### 年度別投手成績
| 年 度    | 球 団    | 登 板 | 先 発 | 完 投 | 完 封 | 無 四 球 | 勝 利 | 敗 戦 | セ 丨 ブ | ホ 丨 ル ド | 勝 率 | 打 者 | 投 球 回 | 被 安 打 | 被 本 塁 打 | 与 四 球 | 敬 遠 | 与 死 球 | 奪 三 振 | 暴 投 | ボ 丨 ク | 失 点 | 自 責 点 | 防 御 率 | W H I P |
| -------- | -------- | ----- | ----- | ----- | ----- | -------- | ----- | ----- | -------- | ----------- | ----- | ----- | -------- | -------- | ----------- | -------- | ----- | -------- | -------- | ----- | -------- | ----- | -------- | -------- | ------- |
| 2013     | STL      | 45    | 0     | 0     | 0     | 0        | 3     | 1     | 0        | 11          | .750  | 152   | 39.2     | 17       | 1           | 18       | 1     | 1        | 50       | 0     | 0        | 2     | 2        | 0.45     | 0.88    |
| 2014     | STL      | 37    | 0     | 0     | 0     | 0        | 1     | 4     | 0        | 16          | .200  | 140   | 30.1     | 32       | 5           | 16       | 0     | 2        | 37       | 1     | 0        | 23    | 23       | 6.82     | 1.58    |
| 2015     | STL      | 81    | 0     | 0     | 0     | 0        | 7     | 1     | 6        | 28          | .875  | 312   | 74.2     | 53       | 4           | 34       | 2     | 3        | 90       | 0     | 0        | 20    | 18       | 2.17     | 1.17    |
| 2016     | STL      | 67    | 0     | 0     | 0     | 0        | 6     | 3     | 3        | 17          | .667  | 248   | 61.2     | 42       | 10          | 26       | 2     | 1        | 66       | 5     | 0        | 20    | 19       | 2.77     | 1.10    |
| 2017     | STL      | 39    | 0     | 0     | 0     | 0        | 1     | 1     | 1        | 6           | .500  | 151   | 34.1     | 35       | 4           | 20       | 2     | 1        | 36       | 2     | 0        | 19    | 19       | 4.98     | 1.60    |
| 2017     | PHI      | 7     | 0     | 0     | 0     | 0        | 0     | 0     | 0        | 3           | ----  | 21    | 5.0      | 4        | 1           | 2        | 0     | 0        | 7        | 1     | 0        | 2     | 2        | 3.60     | 1.20    |
| '17計    | PHI      | 46    | 0     | 0     | 0     | 0        | 1     | 1     | 1        | 9           | .500  | 172   | 39.1     | 39       | 5           | 22       | 2     | 1        | 43       | 3     | 0        | 21    | 21       | 4.81     | 1.55    |
| MLB：5年 | MLB：5年 | 276   | 0     | 0     | 0     | 0        | 18    | 10    | 10       | 81          | .643  | 1024  | 245.2    | 183      | 25          | 116      | 7     | 8        | 286      | 9     | 0        | 86    | 83       | 3.04     | 1.22    |

- 2017年度シーズン終了時
- 太字はリーグ1位

### 背番号
- 46（2013年 - 2017年8月30日）
- 54（2017年9月2日 - ）